# Ignacio Rafael García Lumbreras
Ignacio Rafael García Lumbreras (Madrid, 27 de noviembre de 1977) es un diplomático español. Fue Embajador de España en Camerún, con concurrencia en Chad y República Centroafricana desde 2022 hasta 2025.

## Carrera diplomática
Tras licenciarse en Derecho (2000) y en Administración y Dirección de Empresas (2001), en la Universidad Pontificia de Comillas, ingresó en la carrera diplomática (2003).
En el Ministerio de Asuntos Exteriores, Unión Europea y Cooperación, desempeñó los siguientes puestos: Jefe de Servicio y posteriormente jefe de Área en la Subdirección General de Europa Occidental (2004-2007), consejero técnico en la Subdirección General de Países Andinos (2013-2015) y jefe de Área y subdirector general en la Subdirección General de Países UE (2019-2021).
Ha sido cónsul adjunto en el Consulado General en Sao Paulo (2007-2010); consejero en la Embajada en Dublín (2010-2013), cónsul adjunto en el Consulado General en Quito (2016-2019), y secretario en la Embajada en Kenia (2019-2022).
Fue nombrado embajador de España en Camerún (2022-2025). Entre otros proyectos, ha apoyado la Ligue D'Égalité que se desarrolla en la primera liga sub-13 y sub-15 de Camerún, y en la que participan más de seiscientas niñas y mujeres camerunesas.